# Conseil départemental de la Gironde
 (juillet 2022).
Si vous disposez d'ouvrages ou d'articles de référence ou si vous connaissez des sites web de qualité traitant du thème abordé ici, merci de compléter l'article en donnant les références utiles à sa vérifiabilité et en les liant à la section « Notes et références ».
 (janvier 2018).
Le conseil départemental de la Gironde est l'assemblée délibérante du département français de la Gironde, collectivité territoriale décentralisée. Son siège se trouve à Bordeaux. 
Les actions du Conseil départemental impliquent le quotidien de tous les Girondins : l'aide sociale (personnes âgées et handicapées, enfance et famille, insertion, droit à la santé), mais aussi l'éducation et la jeunesse, les routes, les transports, la culture, le Service Départemental d'Incendie et de Secours, auxquelles s'ajoutent des politiques volontaristes comme l'économie et la vie associative.

## Historique

### Identité visuelle (logo)

Logo du conseil général de la Gironde de 2008 à 2015
Logo du conseil départemental de la Gironde de 2015 à 2018
Logo du conseil départemental de la Gironde depuis 2018

## Élus

### Président
Chef de l'exécutif, le président du Conseil départemental est élu par les conseillers départementaux tous les 6 ans. Il organise les travaux de l'Assemblée départementale, prépare les projets de délibérations soumis aux votes, dirige l’administration départementale, et représente le département auprès de l’État et des autres collectivités.
L’actuel président du conseil départemental de la Gironde est Jean-Luc Gleyze (PS).
| Période                            | Période                      | Identité                     | Étiquette                    | Étiquette                    |                              |
| Président du conseil général       | Président du conseil général | Président du conseil général | Président du conseil général | Président du conseil général | Président du conseil général |
| ---------------------------------- | ---------------------------- | ---------------------------- | ---------------------------- | ---------------------------- | ---------------------------- |
| septembre 1945                     | avril 1951                   | Jean-Fernand Audeguil        |                              | SFIO                         |                              |
| avril 1951                         | mars 1976                    | Raymond Brun                 |                              | RAD puis CNIP                |                              |
| mars 1976                          | mars 1985                    | Philippe Madrelle            |                              | PS                           |                              |
| mars 1985                          | octobre 1988                 | Jacques Valade               |                              | RPR                          |                              |
| octobre 1988                       | mars 2015                    | Philippe Madrelle            |                              | PS                           |                              |
| Président du conseil départemental |                              |                              |                              |                              |                              |
| avril 2015                         | en cours                     | Jean-Luc Gleyze              |                              | PS                           |                              |

### Vice-présidents
Les vice-présidents du conseil départemental sont au 1ᵉʳ novembre 2023 :
- Christine Bost (PS), première vice-présidente chargée de l’Aménagement territorial, des coopérations et du tourisme (canton des Portes du Médoc) ;
- Arnaud Arfeuille (PS), chargé des Ressources humaines, administration générale, finances et modernisation de l’action publique (canton de Mérignac-2) ;
- Isabelle Dexpert (PS), chargée des Politiques éducatives, collèges (canton du Sud-Gironde) ;
- Martine Jardiné (PS), chargée du Développement social, prévention et parentalité de la petite enfance à la jeunesse (canton de Villenave-d'Ornon) ;
- Sébastien Saint-Pasteur (PS), chargé de l’Accès au droit, santé, numérique, services publics de proximité et technologie civique (canton de Pessac-2) ;
- Laure Curvale (EELV), chargée de la Transition écologique, patrimoine (canton de Pessac-1) ;
- Marie-Claude Agullana (PS), chargée de la Protection de l’enfance (canton de l'Entre-Deux-Mers) ;
- Jean-François Egron (PS), chargé du Handicap, inclusion, habitat et mobilité adaptés (canton de Cenon) ;
- Pascale Got (PS), chargée de la Protection de l’environnement, espaces naturels sensibles, gestion des risques (canton du Sud-Médoc) ;
- Stéphane Le Bot (PCF), chargé de l'Agriculture, alimentation, mers et forêts (canton du Nord-Médoc) ;
- Sophie Piquemal (PS), chargée de l'Urgence sociale, habitat, insertion, économie sociale et solidaire (canton des Landes des Graves) ;
- Carole Guere (PS), chargée des Dynamiques associative, sportive et culturelle (canton de Mérignac-1) ;
- Jean Galand (PS), chargé des Mobilités (canton du Libournais-Fronsadais) ;
- Romain Dostes (EELV), chargé de la Politique des aînés, lien intergénérationnel (canton de Bordeaux-1) ;
- Matthieu Mangin (PS), chargé de la Communication, information aux citoyens (canton de Bordeaux-5)[8].

### Conseillers départementaux
| Parti                                | Sigle | Sigle | Élus | Groupes                                             |
| ------------------------------------ | ----- | ----- | ---- | --------------------------------------------------- |
| Majorité (50 sièges)                 |       |       |      |                                                     |
| Parti socialiste                     |       | PS    | 34   | Majorité départementale - PS et Apparentés          |
| Divers gauche                        |       | DVG   | 4    | Majorité départementale - PS et Apparentés          |
| Place publique                       |       | PP    | 1    | Majorité départementale - PS et Apparentés          |
| Europe Écologie Les Verts            |       | EÉLV  | 8    | Majorité départementale - EÉLV                      |
| Parti communiste français            |       | PCF   | 3    | Majorité départementale - Parti communiste français |
| Opposition (16 sièges)               |       |       |      |                                                     |
| Les Républicains                     |       | LR    | 6    | Gironde Avenir                                      |
| Divers droite                        |       | DVD   | 5    | Gironde Avenir                                      |
| Agir                                 |       | Agir  | 2    | Gironde Avenir                                      |
| MoDem                                |       | MoDem | 1    | Gironde Avenir                                      |
| Union des démocrates et indépendants |       | UDI   | 2    | Sans étiquette                                      |
| Président du Conseil départemental   |       |       |      |                                                     |
| Jean-Luc Gleyze (PS)                 |       |       |      |                                                     |

## Les actions du conseil départemental de la Gironde

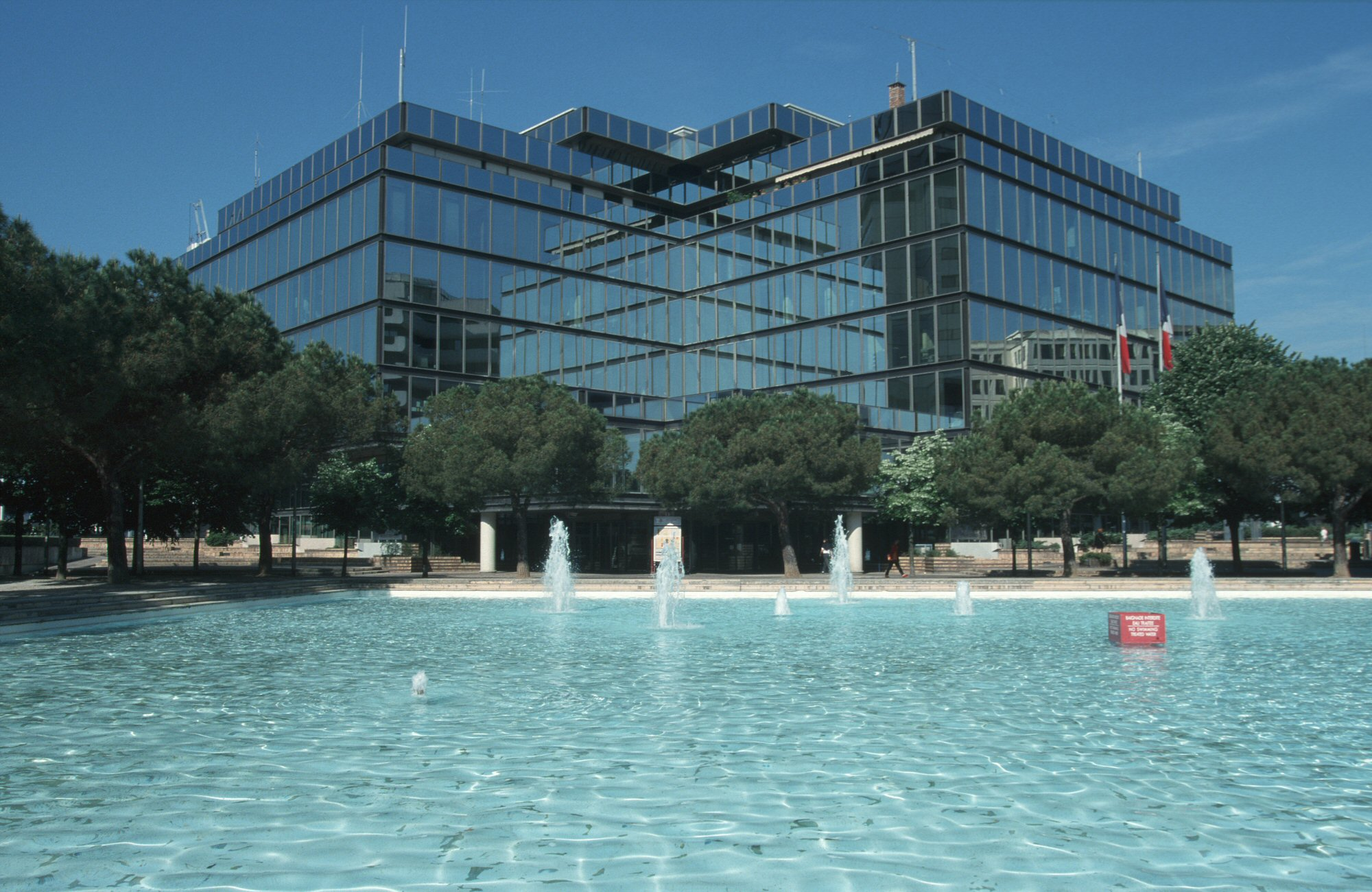
L'Hôtel du département à Bordeaux-Mériadeck

Comme pour l’ensemble des conseils départementaux, les compétences exclusives du conseil départemental de la Gironde sont principalement l'aide sociale (forme légale d'assistance), la petite enfance, la voirie et le transport scolaire d'enfants handicapés, l'éducation avec la gestion des collèges, l'équipement rural et l'aménagement foncier, les Espaces Naturels et Sensibles et les sports de nature. Le conseil départemental de la gironde exerce également des compétences dites partagées (avec le bloc communal et/ou la Région) telles que le tourisme, le sport, la gestion de la ressource en eau ou encore la culture,. 

### La présence du conseil départemental sur le territoire
Les principaux bâtiments du Conseil départemental de la Gironde se situent dans le quartier Mériadeck de Bordeaux mais il est également présent sur une grande partie du département par le biais des Maisons du Département des Solidarités, de la Maison du Département de la Promotion de la Santé, de la Maison du Département du Sport et de la Vie Associative, du Domaine départemental de Nodris, des Domaines de loisirs d'Hostens et Blasimon, des espaces natures départementaux, des archives départementales et de la Villa gallo-romaine de Plassac. 

### Les organismes rattachés ou associés au conseil départemental
Au-delà de ses actions directes, le conseil départemental participe au financement de nombreux organismes rattachés ou associés. Le Service Départemental d'Incendie et de Secours de la Gironde (SDIS) dont le conseil d'administration est composé d'élus du conseil départemental et des EPCI reçoit plus de la moitié de son budget du département.
Le Conseil départemental de la Gironde est également l'un des principaux financeurs du syndicat mixte Gironde Numérique (4,8M€ en 2022), de l'agence de développement touristique de la Gironde - Gironde Tourisme (2M€ sur un budget total de 2,7M€ en 2022) ou encore de l'Institut Départemental de Développement Artistique et Culturel de la Gironde - IDDAC (2,2M€ sur un budget de 2,7M€ en 2021).

## Budget

### Évolution du budget du conseil départemental
À compléter
- 2007 : 1 142,7 millions d'euros
- 2008 : 1 274,1 millions d'euros
- 2009 : 1 360,4 millions d'euros
- 2010 : 1 424,4 millions d'euros
- 2011 : 1 460,25 millions d'euros
- 2012 : 1 497,43 millions d'euros
- 2013 : 1 522,84 millions d'euros
- 2014 : 1 800 millions d'euros
- 2015 : 1 589 millions d'euros
- 2016 : 1 625 millions d'euros
- 2017 : 1 642 millions d'euros
- 2018 : 1 690 millions d’euros
- 2019 : 1 780 millions d'euros
- 2020 : 1 870 millions d'euros[17]
- 2021 : 1 970 millions d'euros[17]
- 2022 : 2 070 millions d'euros[8],[18]